# Csátalja
Csátalja là một thị trấn thuộc hạt Bács-Kiskun, Hungary. Thị trấn này có diện tích 39,05 km², dân số năm 2010 là 1522 người, mật độ 39 người/km².